# Ne nagibaj se ven
Ne nagibaj se ven (srbohrvaško Ne naginji se van) je jugoslovanski dramski film iz leta 1977, ki ga je režiral Bogdan Žižić in zanj napisal tudi scenarij skupaj z Krunoslavom Quienom. V glavnih vlogah nastopajo Ivo Gregurević, Fabijan Šovagović, Mira Banjac, Jadranka Stilin, Zdenko Jelčić in Inge Appelt. Zgodba prikazuje mladega Filipa (Gregurević), ki se iz zaledja Dalmacije preseli v Frankfurt v iskanju službe. Za to ga opogumi dobra izkušnja rojaka Mateja (Šovagović), ki pa ga nikakor ne uspe najti. Na črno se zaposli na gradbišču, kjer se poškoduje v delovni nezgodi in doživi še več neprijetnosti, kar ga prepriča v vrnitev.
Film je bil premierno prikazan 29. junija 1977 v jugoslovanskih kinematografih in je naletel na dobre ocene kritikov. Na Puljskem filmskem festivalu je osvojil glavno nagrado velika zlata arena za najboljši jugoslovanski film, ob tem pa še nagrado za najboljšo stransko igralko (Banjac).

## Vloge
- Fabijan Šovagović kot Mate
- Ivo Gregurević kot Filip
- Jadranka Stilin kot Verica
- Mira Banjac kot Mileva
- Mirko Boman kot šef
- Zdenko Jelčić kot Čikeš
- Zvonimir Torjanac kot voznik
- Mladen Crnobrnja kot Džeparoš